# Il-2 Sturmovik: Cliffs of Dover
Il-2 Sturmovik: Cliffs of Dover – komputerowy symulator lotu osadzony w realiach II wojny światowej, wyprodukowany przez rosyjskie studio Maddox Games i wydany na świecie w 2011 roku przez Ubisoft. Gra należy do serii gier komputerowych Il-2 Sturmovik. Gracz kieruje w niej samolotem wojskowym uczestniczącym w bitwie o Anglię.